# Todd Agnew
Todd Agnew (ur. 15 marca 1971) – amerykański wokalista i autor piosenek.
Od 2002 stał się dobrze znany wśród wykonawców grających chrześcijańskiego rocka. Jego piosenki są mieszanką rock/indie co odróżnia go od innych chrześcijańskich muzyków. Jego najbardziej znana piosenka „Grace Like Rain”, która została zaprezentowana na jego pierwszym albumie stała się wielkim przebojem, a jest ona oparta na hymnie „Amazing Grace”. Po sukcesie tym Agnew wydał drugi album Reflection of Something w 2005 z którego utwory „My Jesus” i „Unchanging One” również odniosły spory sukces i są często nadawane na wielu stacjach grających muzykę chrześcijańską. Współpracuje z wytwórnią płytową Memphis's Ardent Records.

## Współpracownicy
- Brian Wilson – perkusja
- Jonathan Chu – skrzypce
- Rob Ramsey – gitara
- Cody Spriggs – gitara basowa
- Chris Farnsworth – dziwięk

## Albumy
- Grace Like Rain (2003)
- Reflection of Something (2005)
- Do You See What I See? (2006)
- Better Questions (2007)